# Mindhalálig zene
A Mindhalálig zene (eredeti cím: All That Jazz) 1979-ben bemutatott amerikai musical-filmdráma, melyet Bob Fosse rendezett. 
Az önéletrajzi ihletésű forgatókönyvet Fosse Robert Alan Aurthurral közösen írta, részben saját táncos-koreográfus-rendező pályafutását feldolgozva és fantasyelemekkel kiegészítve. A történetet Fosse azon erőfeszítései inspirálták, melynek során Lenny (1974) című filmjén és 1975-ben a Broadwayn bemutatott Chicago című színdarabján dolgozott párhuzamosan. A főszerepben Roy Scheider látható.
Az Amerikai Egyesült Államokban 1979. december 20-án mutatták be, pozitív kritikai fogadtatás mellett. Az 1980-as cannes-i filmfesztiválon Az árnyéklovas című filmmel megosztva Arany Pálmát nyert. Az 52. Oscar-gálán kilenc kategóriában jelölték díjra, ebből négyet tudott megnyerni.
2001-ben bekerült az amerikai Kongresszusi Könyvtár Nemzeti Filmadatbázisába, „mint kulturális, történelmi vagy esztétikai értéke miatt örök időkre megőrzésre érdemes” alkotás. 

## Cselekmény
Joe Gideon színházi rendező és koreográfus, egyszerre próbál NY/LA című Broadway-musicaljének rendezésével, valamint vágóként The Stand-Up című hollywoodi filmjének utómunkálataival foglalkozni. Joe alkoholista, láncdohányos nőcsábász, aki folyamatosan flörtöl és szexuális viszonyba kerül a környezetében dolgozó nőkkel. Napjait minden reggel Vivaldi zenéjével, egy maroknyi gyógyszerrel és a tükörben önmagának elmondott szlogenjével („It's showtime, folks!”) indítja. Volt felesége, Audrey Paris (akitől van egy Michelle nevű lánya) is a készülő színdarab táncosnője, de rosszallóan figyeli exférje hódításait. Joe-nak most egy fiatal táncosnő, Katie Jagger a barátnője. A férfi gyakran fantáziál a halált szimbolizáló angyalról, akivel egy éjszakai klubban flörtölve tárgyalja ki eddigi életét.
Joe nincs megelégedve filmje vágásával, ezért újabb és újabb apró módosításokat végez rajta. Frusztrációját és dühét a táncosain és koreográfiáján való elégedetlenkedéssel vezeti le. Az egyik próbán egy erotikával túlfűtött, félmeztelen táncosnőket felvonultató zeneszámot ad elő, mely nem nyeri el a show zsugori anyagi támogatóinak tetszését. Otthonában Katie és Michelle meglepetésképpen előad neki egy Fosse stílusában készült táncos zeneszámot, ami könnyekig meghatja a férfit. A NY/LA forgatókönyvének felolvasásán Joe súlyos mellkasi fájdalmakat tapasztal és angina pectorisszal kórházba kerül.
A férfi nem törődik egészségi állapotával és távozni akar a kórházból a színdarab próbájára, de az orvosi rendelőben összeesik. Több hetes kényszerpihenőre küldik, a színdarab bemutatóját pedig elhalasztják. Joe a kórházban fekve is folytatja önpusztító életmódját, ivással, dohányzással és újabb szeretők társaságával mulatva az időt. Állapota így egyre rosszabbodik. Anyagilag egyébként sikeres filmjének negatív kritikai fogadtatása miatt ismét súlyosan visszaesik és elkerülhetetlenné válik a szívműtét.
Mialatt Joe-t műtik, a színdarab producerei úgy próbálják visszaszerezni befektetett pénzüket és profitra szert tenni, hogy fogadásokat kötnek Joe halálára: a biztosítótól kapott pénz bőségesen fedezné a költségeket. Joe az operáció közben egy extravagáns musicalről hallucinál, melyet ő rendez, lánya, volt felesége és barátnője közreműködésével, akik mind leszidják őt viselkedése miatt. Joe rájön, nem kerülheti el a halált és újabb szívrohamot kap.
Miközben az orvosok a megmentésén dolgoznak, Joe kiszökik a kórházi ágyából. Végigjárja az épület alagsorát, megszemlélve a patológiai osztályt, mielőtt rátalálnának és visszavinnék a szobájába. Végigmegy a gyász öt szakaszán – tagadás, harag, alkudozás, depresszió, elfogadás –, ezután az egyre vadabb hallucinációi közben újabb, monumentális showműsort lát maga előtt. Életének fontos szereplői a "Bye Bye Life" című zeneszámot adják elő neki, akiknek köszönetet mond mindenért (miután ezt kórházi ágyából nem teheti meg). Alakítása masszív ovációt kap az egybegyűltektől. Álmában Joe egy folyosón végighaladva találkozik Angelique-kel, eközben a valóságban holttestét egy halotti zsákba zárják.

## Szereplők
| Szerep                            | Színész                 | Magyar hang        |
| --------------------------------- | ----------------------- | ------------------ |
| Joe Gideon                        | Roy Scheider            | Csankó Zoltán      |
| Joe Gideon                        | Keith Gordon (fiatalon) | Markovics Tamás    |
| Angelique, a Halál Angyala        | Jessica Lange           | Major Melinda      |
| Katie Jagger, Joe barátnője       | Ann Reinking            | Györgyi Anna       |
| Audrey Paris, Joe exfelesége      | Leland Palmer           | Kovács Nóra        |
| Davis Newman, a komédiás          | Cliff Gorman            | Széles László      |
| O'Connor Flood                    | Ben Vereen              | Csuja Imre         |
| Michelle Gideon, Joe lánya        | Erzsebet Foldi          | Csuha Borbála      |
| Dr. Ballinger                     | Michael Tolan           | Jakab Csaba        |
| Joshua Penn                       | Max Wright              | Schnell Ádám       |
| Jonesy Hecht                      | William LeMassena       |                    |
| Leslie Perry, filmkritikus        | Chris Chase             | Menszátor Magdolna |
| Victoria Porter                   | Deborah Geffner         |                    |
| Paul Dann                         | Anthony Holland         |                    |
| Larry Goldie                      | David Margulies         |                    |
| Lucas Sergeant                    | John Lithgow            | Kautzky Armand     |
| Murray Nathan, színházi menedzser | Phil Friedman           |                    |
| önmaga                            | Jules Fisher            |                    |
| Dr. Garry                         | Ben Masters             |                    |
| Blake nővér                       | CCH Pounder             |                    |
| biztosító cég alkalmazottja       | Wallace Shawn           |                    |

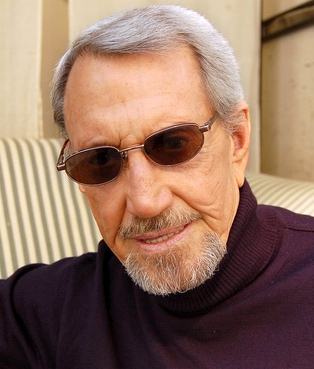
A Roy Scheider által megformált főszereplőt Bob Fosse-ról mintázták. Scheidert alakításáért Oscar-, BAFTA- és Golden Globe-díjakra jelölték.

Táncosok listája: Sandahl Bergman, Eileen Casey, Bruce Davis, Gary Flannery, Jennifer Nairn-Smith, Danny Ruvolo, Leland Schwantes, John Sowinski, Candace Tovar és Rima Vetter

## A film készítése
1974-ben Bob Fosse egyszerre dolgozott Lenny című filmjén és Chicago című musicaljének koreográfiáján, amikor súlyos szívrohamot kapott és nyitott szívműtéten esett át. Felépülése után elkezdte érdekelni az élet és halál témája. Barátjával, Robert Alan Aurthurral először Hilma Wolitzer hasonló témákat (többek között a halált és a házasélet nehézségeit) feszegető, Ending című művét akarták megfilmesíteni. Fosse azonban túlzottan depresszívnek találta a művet és nem érezte magát kellően erősnek ahhoz, hogy évekig ezzel foglalkozzon. Ezért úgy döntött, inkább saját élettapasztalatai alapján készít egy, a fenti témákat ugyancsak bemutató zenés-táncos filmet. A történet felépítése visszatükrözi Fosse akkori egészségügyi problémáit. A Mindhalálig zenét gyakran hasonlítják Federico Fellini 8½ című alkotásához, mely egy hasonló módon bemutatott önéletrajzi film, fantasy elemekkel kiegészítve.
Audrey Paris, Joe exfeleségét és múzsáját Fosse feleségéről, Gwen Verdon színész-táncosnőről mintázták. Ann Reinking, Joe szeretője a film készítésének idején Fosse szerelmi partnere volt.

## Fogadtatás

### Kritikai visszhang
A Rotten Tomatoes 47 kritika alapján 87%-ra értékelte a filmet. A szöveges összefoglaló szerint „Bob Fosse rendező és Roy Scheider színész a legjobb formájukat hozzák ebben a lenyűgöző, önreflektív színpadi drámában, amely egy halál iránt megszállott rendező-koreográfusról szól.”
Vincent Canby filmkritikus a The New York Times-nak írt kritikájában „a zsenialitás, a merészség, a tánc, az érzelgős vallomások, a belsős poénok és különösen az egó fergeteges megnyilvánulásának” nevezte, valamint „egy alapvetően vicces filmnek, amely túl sok szinten próbál működni egyszerre… néhány ebből kényelmetlen feszengésre késztet, sokuk viszont nagyszerű szórakozást nyújt… A produkció sikerének kulcsa Roy Scheider alakítása, mint Joe Gideon… Egy kevésbé fajsúlyos és alacsonyabb intenzitású színésszel a Mindhalálig zene talán szertefoszlott volna a szemünk előtt. Mr. Scheider azonban olyan jelenléttel bír, mellyel számolni kell.”
A Variety „önelégült, egomániás, csodálatosan koreografált, gyakran lebilincselő filmként” írta le, és hozzátette: „Roy Scheider kiváló alakítást nyújt Gideon szerepében, egy feszült energiával teli karaktert hozva létre… A film fő hibája, hogy nem ad valódi magyarázatot arra, mi motiválja őt az egóján túl.”
A magyar kritikusok is pozitívan értékelték a filmet. Sasvári Vivien a következőket írta: „Őszinte, sodró, lendületes, ezer fokon ég, olyan film, amit az embernek legalább egyszer látnia kell életében. Ajánlom azoknak, akiknek nem feltétlenül műfajuk a művészfilm, mert ez remek lehetőség arra, hogy megszeressék, és azoknak, akik szeretik a remekül koreografált táncjeleneteket, és a fülbemászó zenét. És azoknak is ajánlom, akik egy elgondolkodtató, sallangmentes, értékes filmre vágynak, mert nem fognak csalódni.”

### Fontosabb díjak és jelölések
| Év   | Díj                | Kategória                                           | Jelölt                                                                                          | Eredmény |
| ---- | ------------------ | --------------------------------------------------- | ----------------------------------------------------------------------------------------------- | -------- |
| 1979 | Oscar-díj          | legjobb film                                        | Robert Alan Aurthur                                                                             | Jelölve  |
| 1979 | Oscar-díj          | legjobb rendező                                     | Bob Fosse                                                                                       | Jelölve  |
| 1979 | Oscar-díj          | legjobb férfi főszereplő                            | Roy Scheider                                                                                    | Jelölve  |
| 1979 | Oscar-díj          | legjobb eredeti forgatókönyv                        | Robert Alan Aurthur és Bob Fosse                                                                | Jelölve  |
| 1979 | Oscar-díj          | legjobb látványtervezés                             | művészi rendezés: Philip Rosenberg és Tony Walton díszlettervezés: Edward Stewart és Gary Brink | Elnyerte |
| 1979 | Oscar-díj          | legjobb operatőr                                    | Giuseppe Rotunno                                                                                | Jelölve  |
| 1979 | Oscar-díj          | legjobb jelmeztervezés                              | Albert Wolsky                                                                                   | Elnyerte |
| 1979 | Oscar-díj          | legjobb vágás                                       | Alan Heim                                                                                       | Elnyerte |
| 1979 | Oscar-díj          | legjobb eredeti filmzene                            | Ralph Burns                                                                                     | Elnyerte |
| 1980 | BAFTA-díj          | legjobb férfi főszereplő                            | Roy Scheider                                                                                    | Jelölve  |
| 1980 | BAFTA-díj          | legjobb operatőr                                    | Giuseppe Rotunno                                                                                | Elnyerte |
| 1980 | BAFTA-díj          | legjobb jelmeztervezés                              | Albert Wolsky                                                                                   | Jelölve  |
| 1980 | BAFTA-díj          | legjobb vágás                                       | Alan Heim                                                                                       | Elnyerte |
| 1980 | BAFTA-díj          | legjobb díszlet                                     | Philip Rosenberg                                                                                | Jelölve  |
| 1980 | BAFTA-díj          | legjobb hang                                        | Maurice Schell, Dick Vorisek és Chris Newman                                                    | Jelölve  |
| 1980 | Cannes-i fesztivál | Arany Pálma                                         | Bob Fosse                                                                                       | Elnyerte |
| 1980 | Golden Globe-díj   | legjobb férfi főszereplő (zenés film vagy vígjáték) | Roy Scheider                                                                                    | Jelölve  |

## Fordítás
- Ez a szócikk részben vagy egészben  az   All That Jazz (film) című angol Wikipédia-szócikk ezen változatának fordításán alapul.  Az eredeti cikk szerkesztőit annak laptörténete sorolja fel. Ez a jelzés csupán a megfogalmazás eredetét és a szerzői jogokat jelzi, nem szolgál a cikkben szereplő információk forrásmegjelöléseként.